# Муровдаг
Муровдаг (азерб. Murovdağ), Мравский хребет (арм. Մռավի լեռնաշղթա) — высочайший горный хребет Малого Кавказа длиной около 70 км и шириной 10 км.

## Топонимика
Азербайджанское название «Муровдаг» или «Мировдаг», по мнению Карла Гана, является искажённой формой слов «мераб» − «разделяющий воду» и «даг» − «гора», то есть гора являющаяся водоразделом. Согласно мнению Рачии Ачаряна, армянская форма названии «Мрав» происходит от армянского слова «мар» − «тьма, туман» и означает «туманный».
Ганаланян приводит армянскую легенду, согласно которой название горы Мрав происходит от имени одноименного армянского полководца. Последний, во время нашествия персов, со своим войском укрепился здесь, и несмотря на численный перевес персидского войска перебил всю вражескую армию. Те же кто остался в живых бежали. Однако в этом сражении погиб и сам Мрав. С тех пор гору, у подножия которого произошло сражение, стали называть в честь погибшего армянского полководца

## Описание
Муровдаг преимущественно сложен осадочно-вулканогенными толщами, гребень хребта скалистый, склоны сильно расчленены ущельями. Господствуют горно-лесные, а в пригребневой зоне — горно-луговые и лугово-степные ландшафты. На северо-восточном склоне хребта расположена группа живописных озёр обвально-запрудного происхождения, среди которых одно из красивейших на Кавказе — озеро Гёйгёль. Наивысшая точка — гора Гямыш (высота — 3724 метров).

## История
С начала 1990-х Муровдаг разделял территории, контролируемые Азербайджаном (к северу от хребта) и непризнанной Нагорно-Карабахской Республикой (к югу от хребта). В ходе Второй Карабахской войны в 2020 году президент Азербайджана Ильхам Алиев в первый день столкновений — 27 сентября — сообщил, что несколько высот горного хребта Муровдаг, включая и саму вершину Муров перешли под контроль азербайджанских войск. 

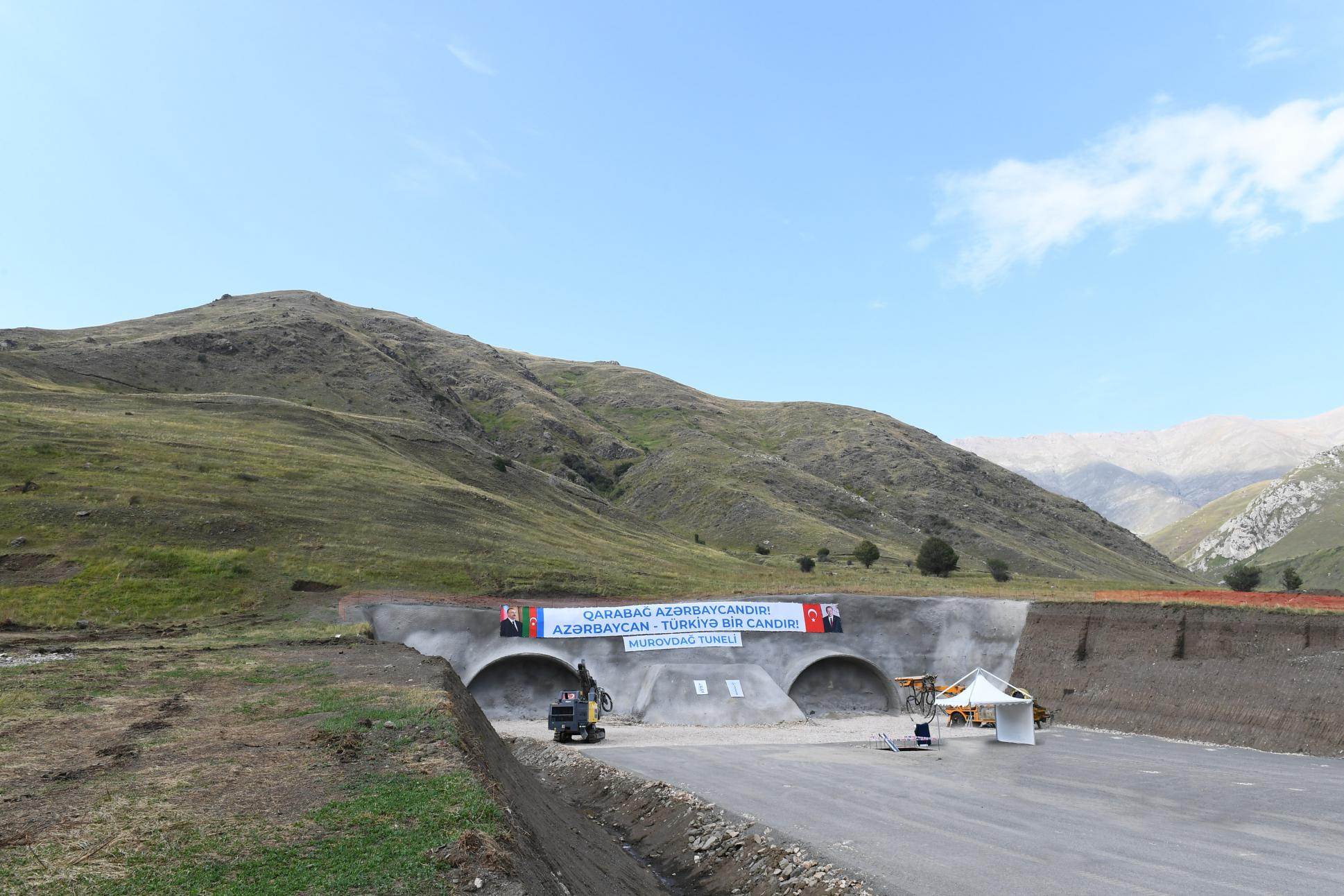
Муровдагский тоннель 16 августа 2021

16 августа 2021 года начато строительство муровдагского тоннеля. Тоннель свяжет Гёйгёльский и Кельбаджарский районы Азербайджана. 

## Галерея

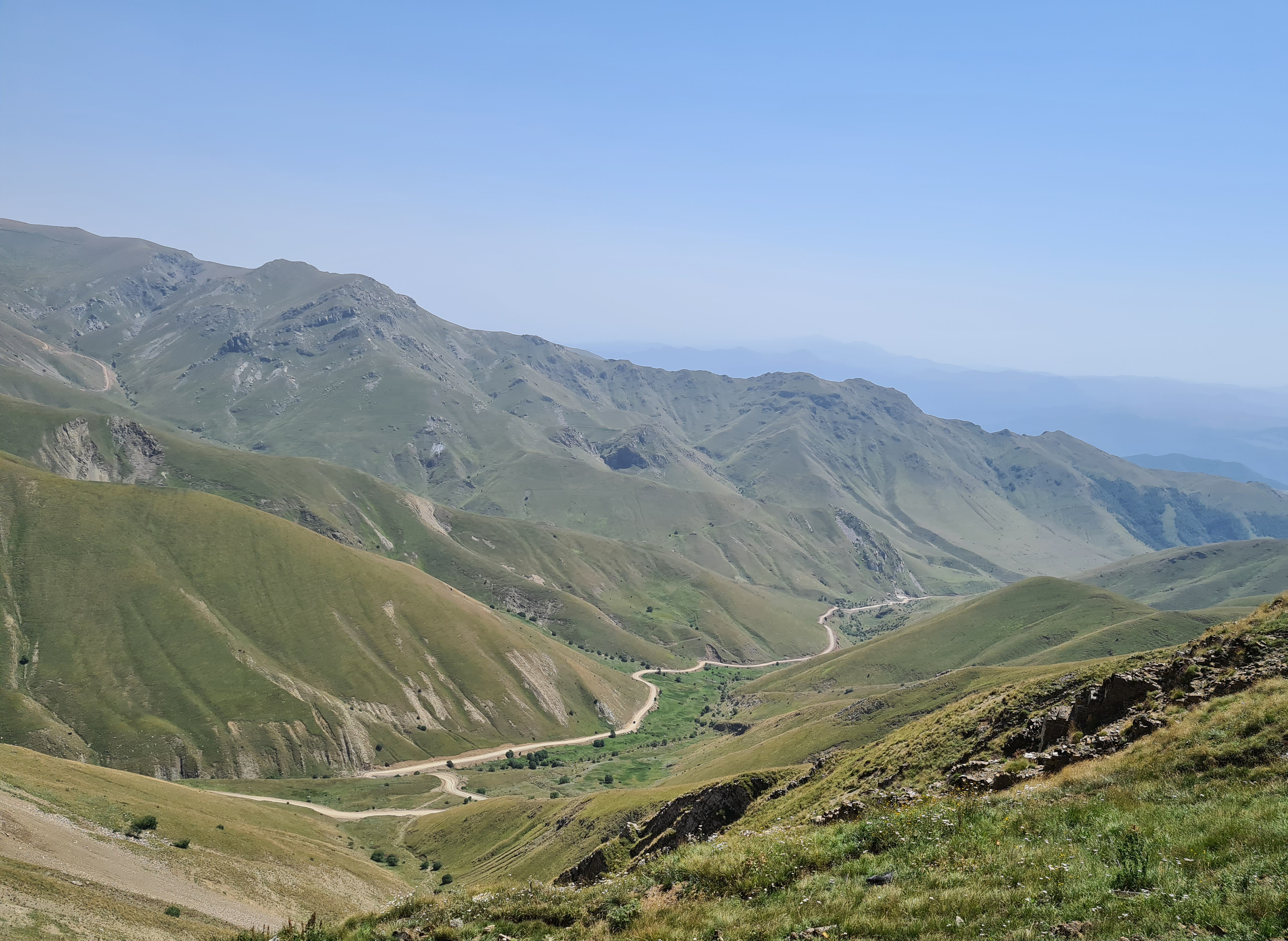
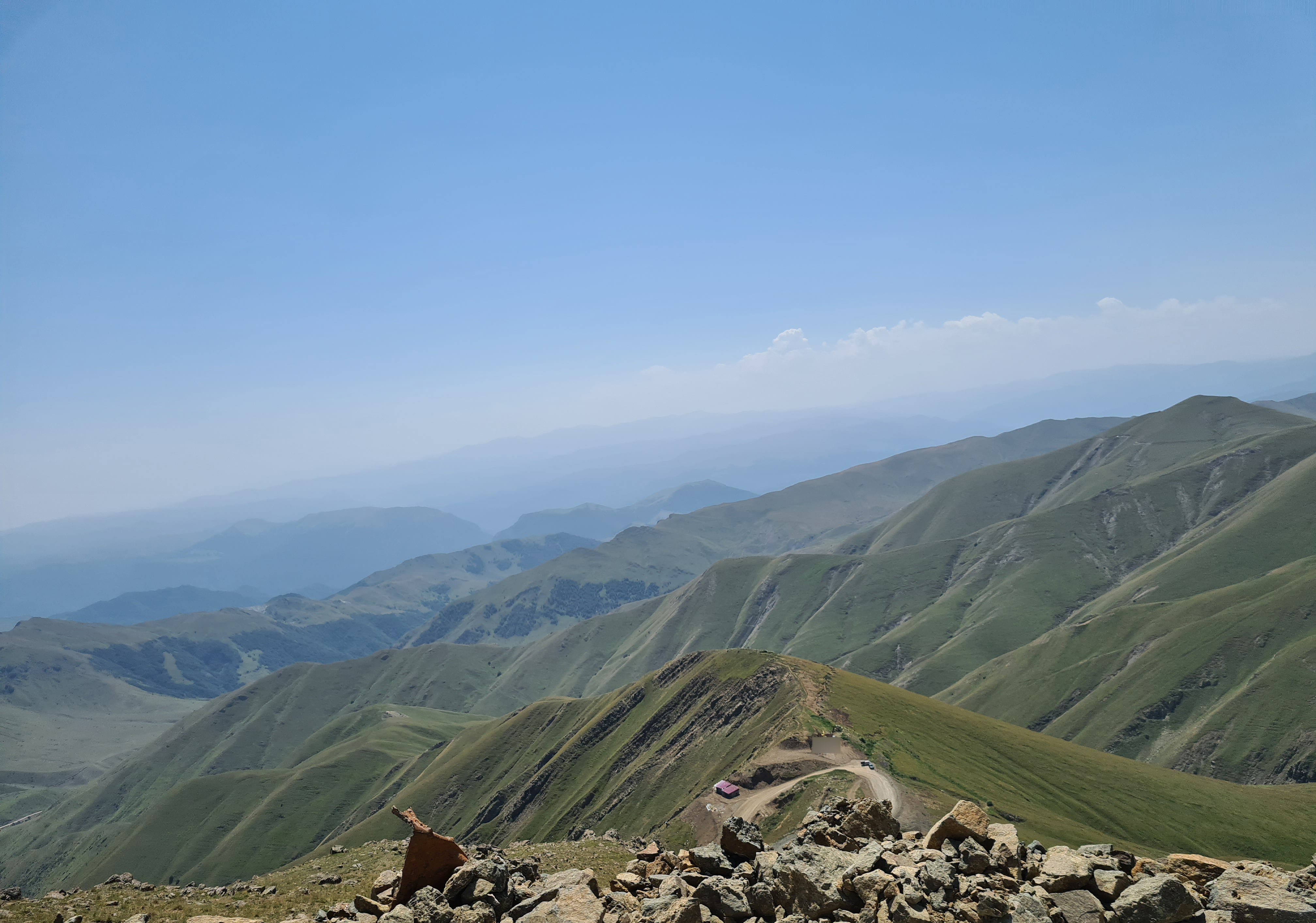
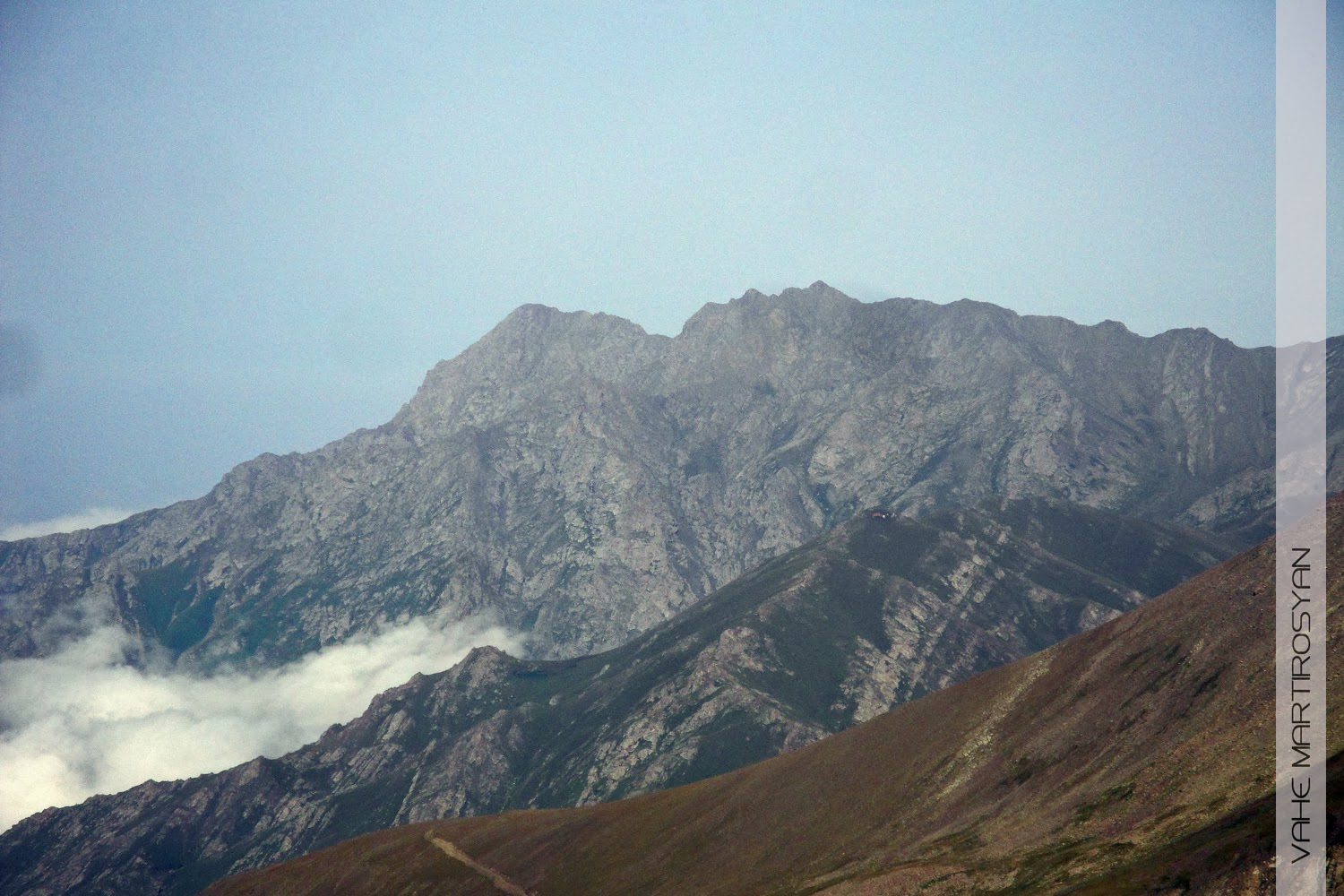
Вид со стороны Гямыша
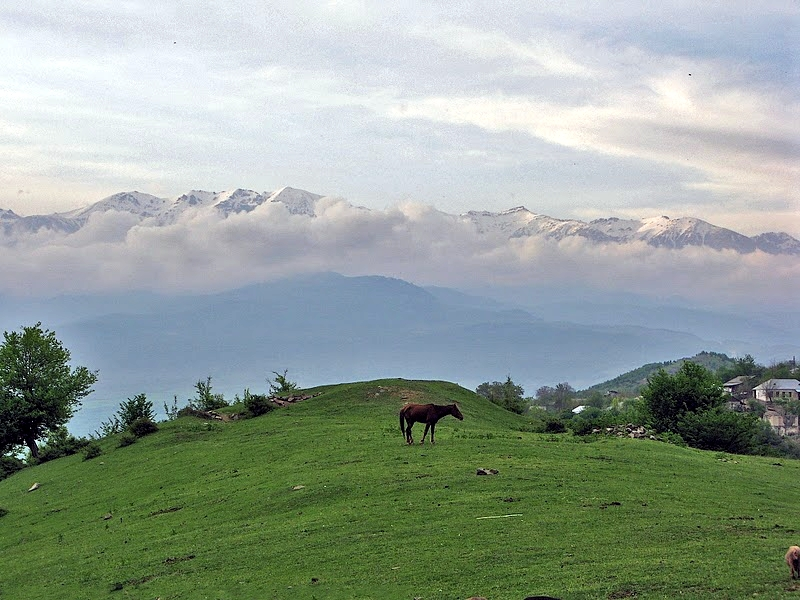
Вид со стороны села Козлу
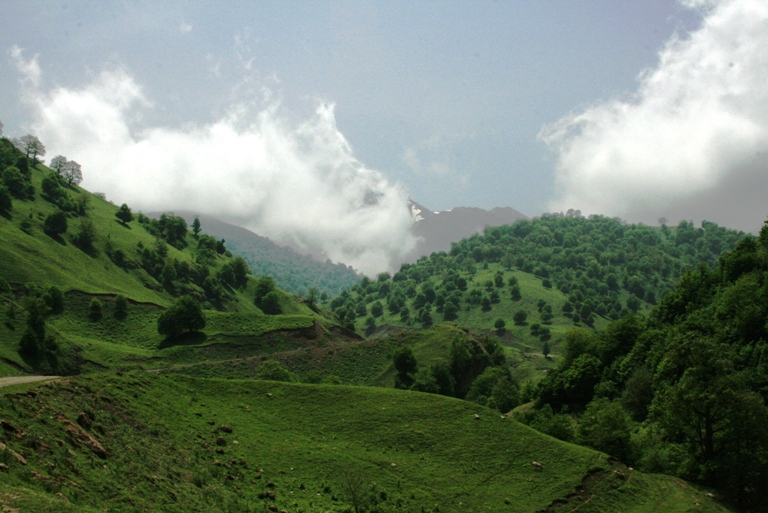
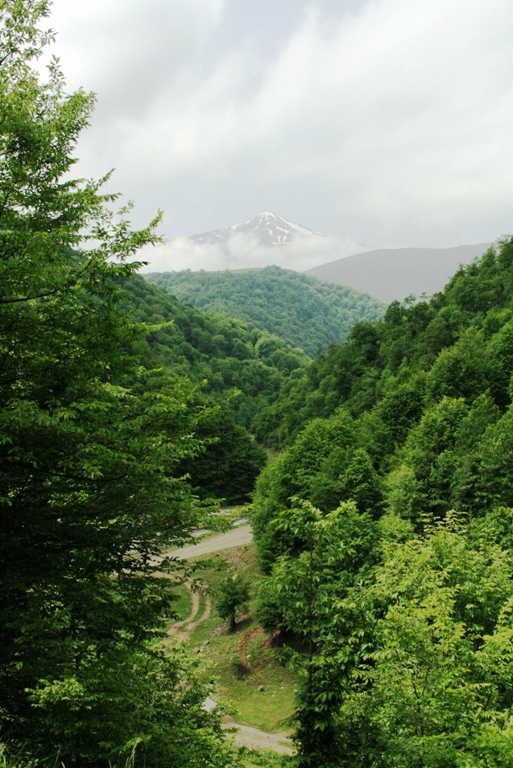